# Batalha de Cedynia

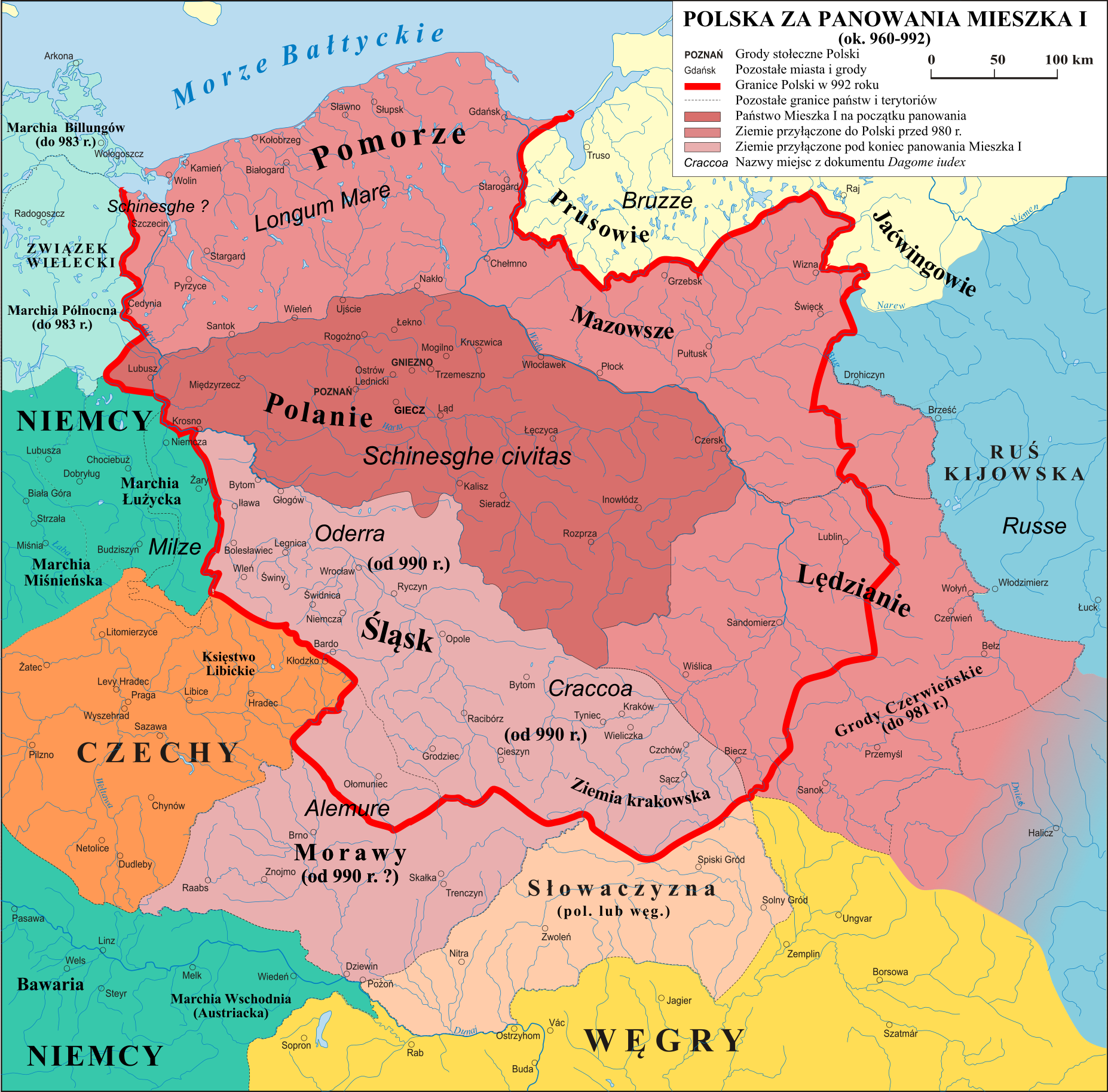
Polônia sob Mieszko I, 960-992

Na Batalha de Cedynia ou Zehden, um exército de Mieszko I da Polônia derrotou as forças de Hodo ou Odo I de Lusatia em 24 de junho de 972, perto do rio Oder. Se a batalha realmente ocorreu perto da cidade moderna de Cedynia , é contestado nos estudos modernos.
Mieszko I, o primeiro governante documentado da Polônia baseado na Grande Polônia, fez campanha com sucesso na área de Cedynia, então um território tribal eslavo ocidental também cobiçado pelo Sacro Imperador Romano Otto I e nobres alemães. Enquanto as diferenças de Mieszko com Otto I foram resolvidas por uma aliança e pagamento de tributo a este último, os nobres que Otto I havia investido na antiga Marcha Oriental Saxônica, principalmente Odo I, desafiaram os ganhos de Mieszko. A batalha era para determinar a posse da área entre Mieszko e Odo. Os registros da batalha são escassos, foi brevemente descrito pelo cronista Thietmar de Merseburg (975 a 1018), cujo pai participou da batalha (Crônica II.19).